# 馬霍維克
49°23′7″N 35°32′50″E / 49.38528°N 35.54722°E
馬霍維克（烏克蘭語：Маховик）是位於烏克蘭東部的村莊，由哈爾科夫州别列斯京区的納塔利內市鎮負責管轄。該村始建於1752年，面積0.09平方公里，海拔高度109米，2001年人口194，人口密度每平方公里2,108.7人。